# Arcachon
Arcachon (okzitan.: Arcaishon) ist eine französische Stadt mit 10.895 Einwohnern (Stand 1. Januar 2022) im Département Gironde in der Region Nouvelle-Aquitaine. Sie ist die Unterpräfektur des gleichnamigen Arrondissement und gehört zum Kanton La Teste-de-Buch. Die männlichen Bewohner werden Arcachonnais und die weiblichen Arcachonnaises genannt.

## Bevölkerungsentwicklung
| Jahr      | 1962   | 1968   | 1975   | 1982   | 1990   | 1999   | 2006   | 2011   | 2017   |
| Einwohner | 14.862 | 14.986 | 13.892 | 13.293 | 11.770 | 11.454 | 12.153 | 10.776 | 11.748 |

## Geografie

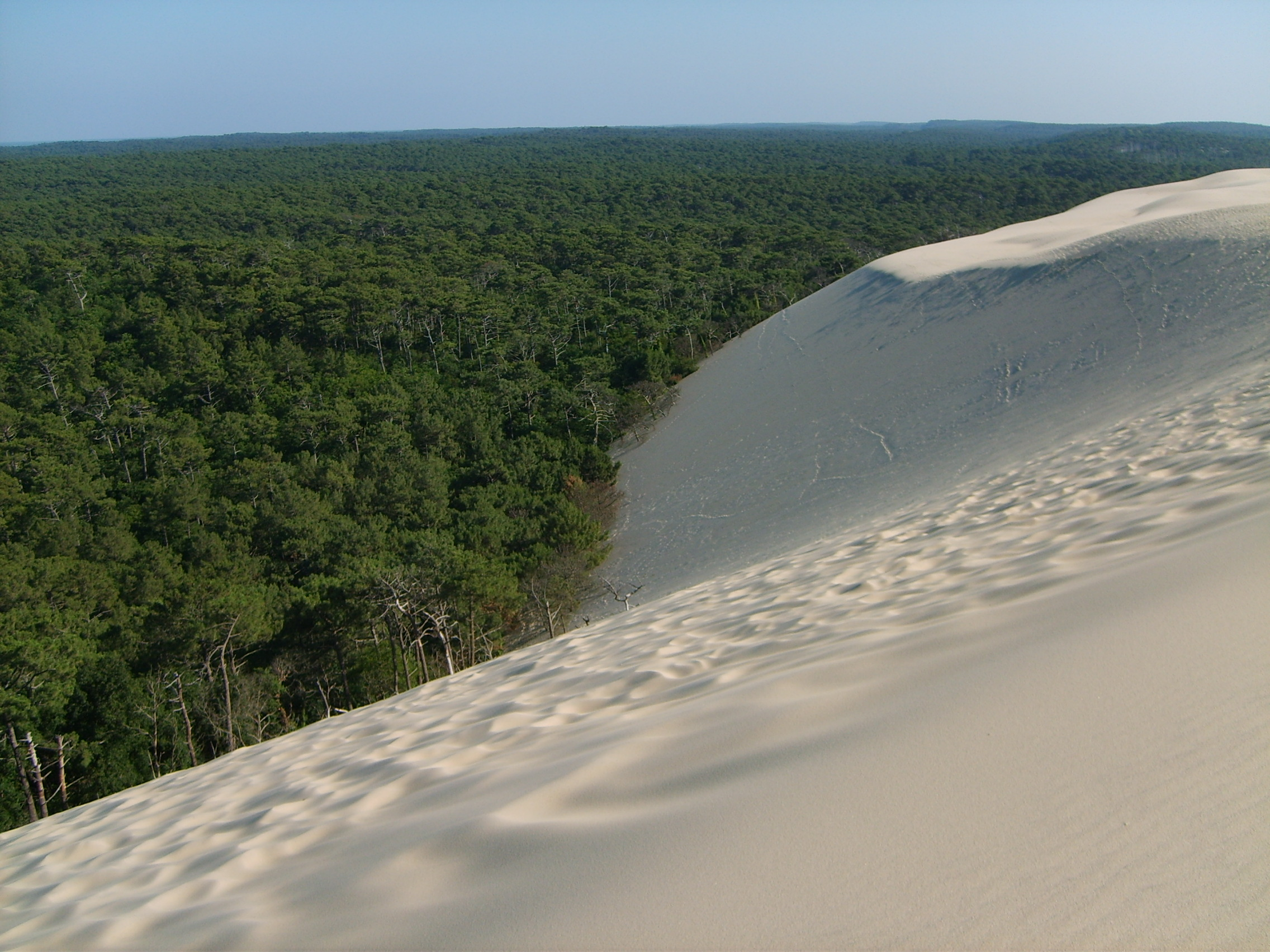
Dune du Pilat

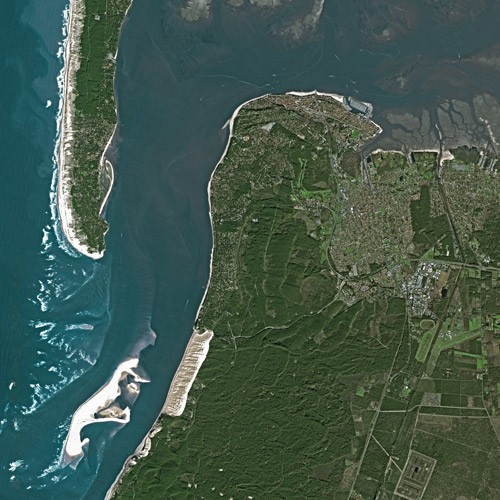
Satellitenfoto von Arcachon

Der Badeort an der Biskaya liegt am südlichen Ufer des Bassin d’Arcachon etwa 60 Kilometer südwestlich von Bordeaux und ist Uferzone des Meeresnaturparks Bassin d’Arcachon.
Südlich der Villenvororte Le Pilat Plage und Pyla sur Mer (welche administrativ schon zur Nachbargemeinde La Teste-de-Buch gehören) an der Beckenausfahrt zum Atlantik befindet sich die höchste Düne Europas, die Dune du Pilat mit etwa 110 m Höhe, einer Länge von 2,7 Kilometern und einer Fußbreite von rund 500 m.

## Geschichte

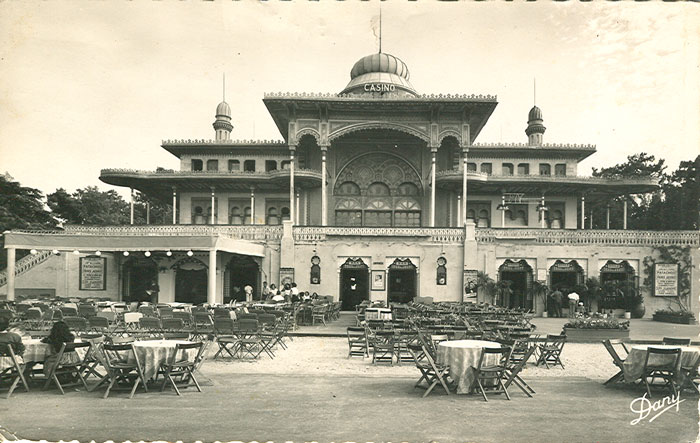
Maurisches Casino, um 1900

Arcachon war lange Zeit nur ein bedeutungsloses Fischerdorf. Die Entwicklung zum Luxusbadeort fand im 19. Jahrhundert statt. Bedeutenden Anteil daran hatten die aus Bordeaux stammenden Brüder Émile Pereire und Isaac Pereire, die als Großinvestoren auftraten. Das 1853 errichtete Strandcasino, nach seinem Erbauer auch Château Deganne genannt, sowie das 1977 nach langem Niedergang abgebrannte Maurische Casino waren Wahrzeichen dieser Blütezeit. 1856–1860 entstand auch die Basilika Notre-Dame neben der historischen Seemannskapelle. Arcachon, der ehemalige Stadtteil von La Teste-de-Buch, wurde am 2. Mai 1857 durch einen kaiserlichen Erlass von Napoleon III. zur selbständigen Gemeinde erklärt. Die Stadt wurde am 22. August 1944 von Truppen der Résistance, Bataillon Arcachon, befreit unter dem Kommando von René Duchez.

## Wirtschaft
Die Stadt und ihr Becken sind bekannt für Austernzucht. Austern und andere Meeresfrüchte sind auch prominent auf den Speisekarten der örtlichen Gastronomie vertreten. Viele Restaurants und Bars sind direkt an der Strandpromenade angesiedelt. Das Tourismusbüro in Arcachon empfängt jedes Jahr 150.000 Menschen. Aus einer Quelle im Wohnviertel Les Abatilles wird seit 1925 Mineralwasser gefördert und unter dem Markennamen "Abatilles" in der Region verkauft.

## Verkehr
Die Stadt wurde schon 1841 durch die Bahnstrecke Lamothe–Arcachon an das Eisenbahnnetz angeschlossen. Von 1911 bis 1930 verkehrte hier auch die elektrische Straßenbahn Tramway Arcachon von sieben Kilometern Länge; sie besaß fünf Triebwagen und drei Beiwagen. Zwischen 1913 und 1948 war auch die Standseilbahn Arcachon in Betrieb.

## Bauwerke
- Basilika Notre-Dame mit historischer Seemannskapelle, errichtet zwischen 1851 und 1861
- Kriegerdenkmal für die Gefallenen im Ersten Weltkrieg, errichtet 1924, seit 2015 als Monument historique eingeschrieben
- Synagoge, erbaut in den 1870er Jahren, seit 2004 als Monument historique eingeschrieben
- Villa Thérésa, erbaut in den 1880er Jahren, seit 1980 in Teilen als Monument historique eingeschrieben
- Villa Toledo

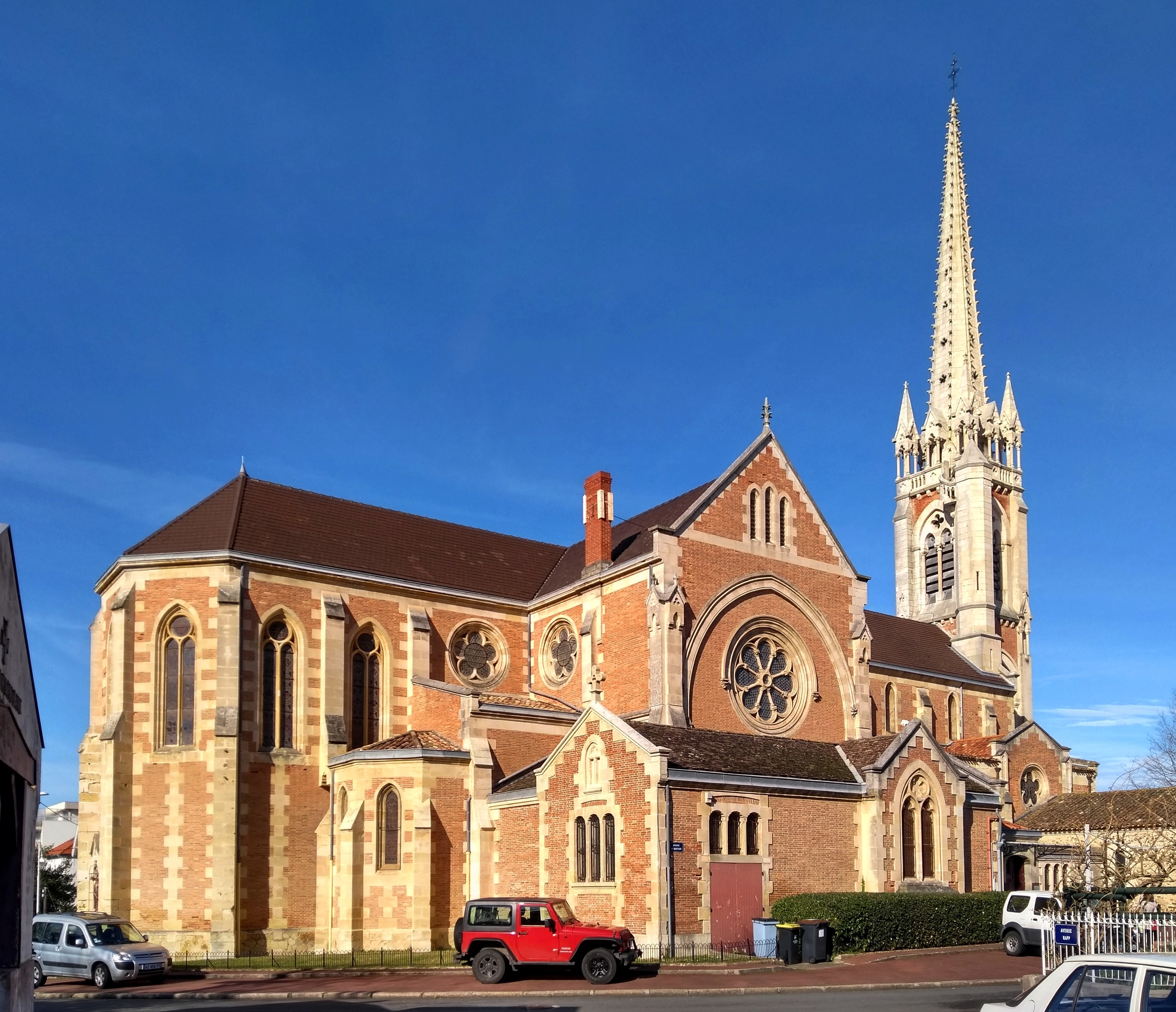
Basilika Notre-Dame
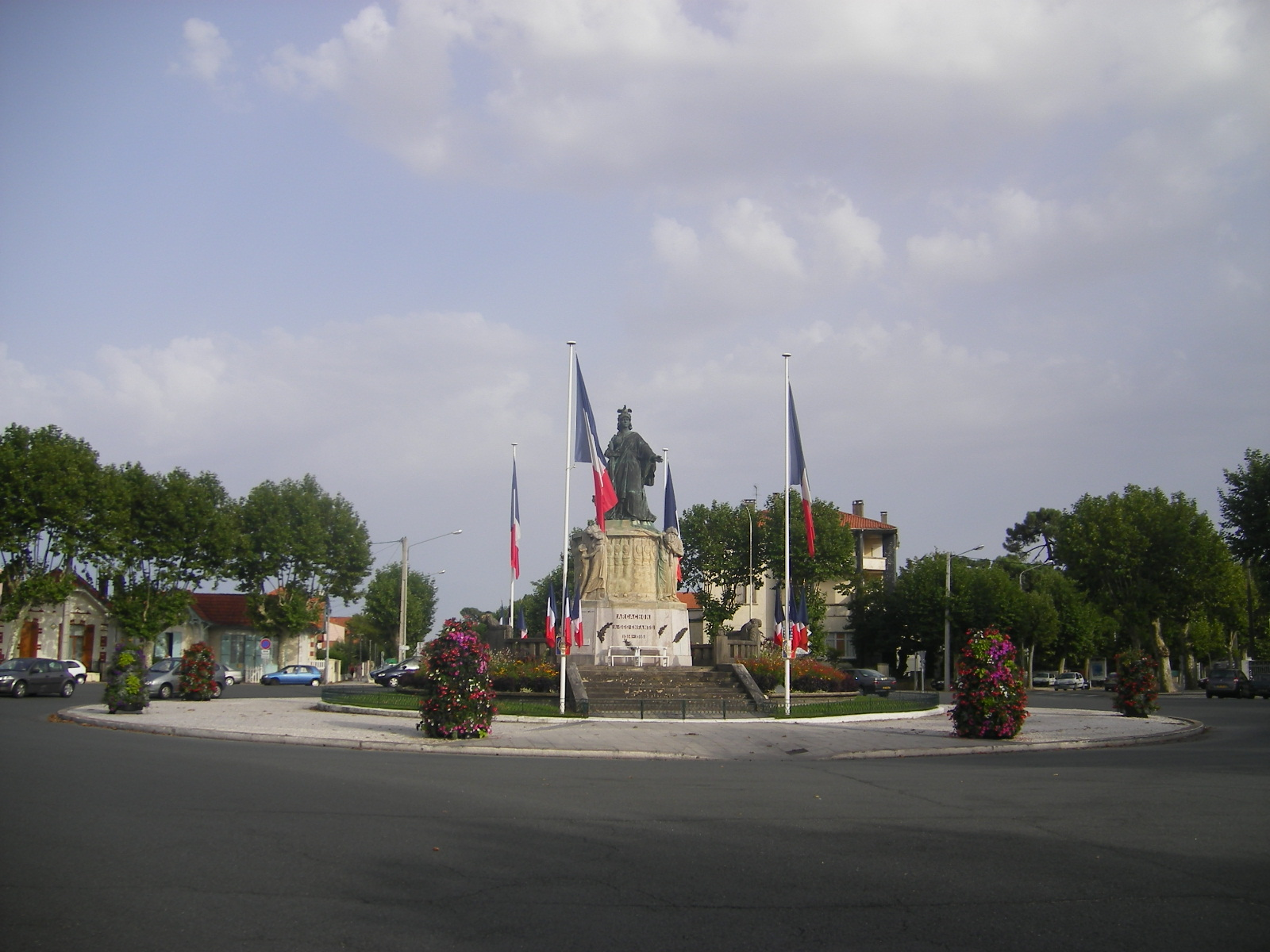
Kriegerdenkmal
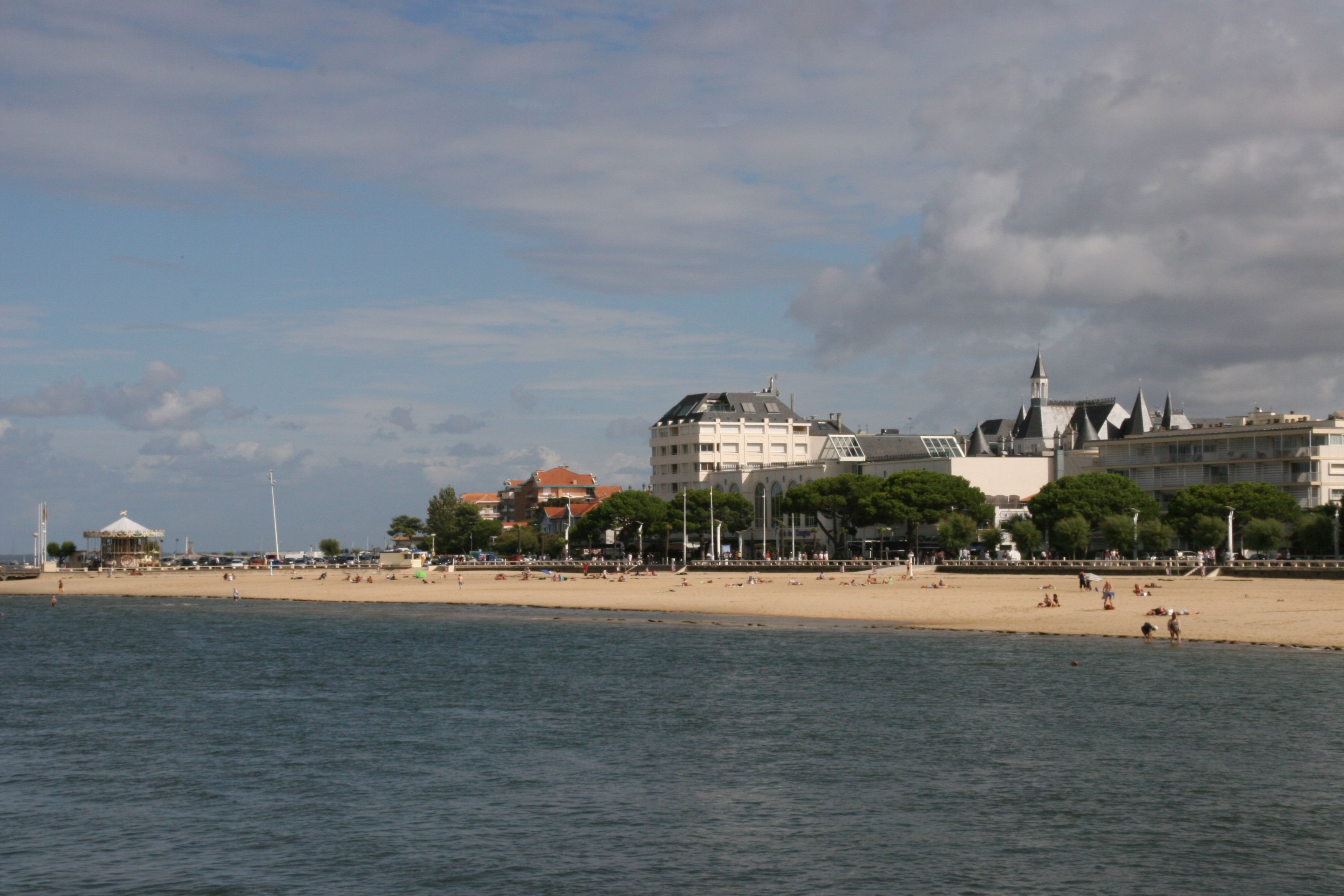
Strandpromenade
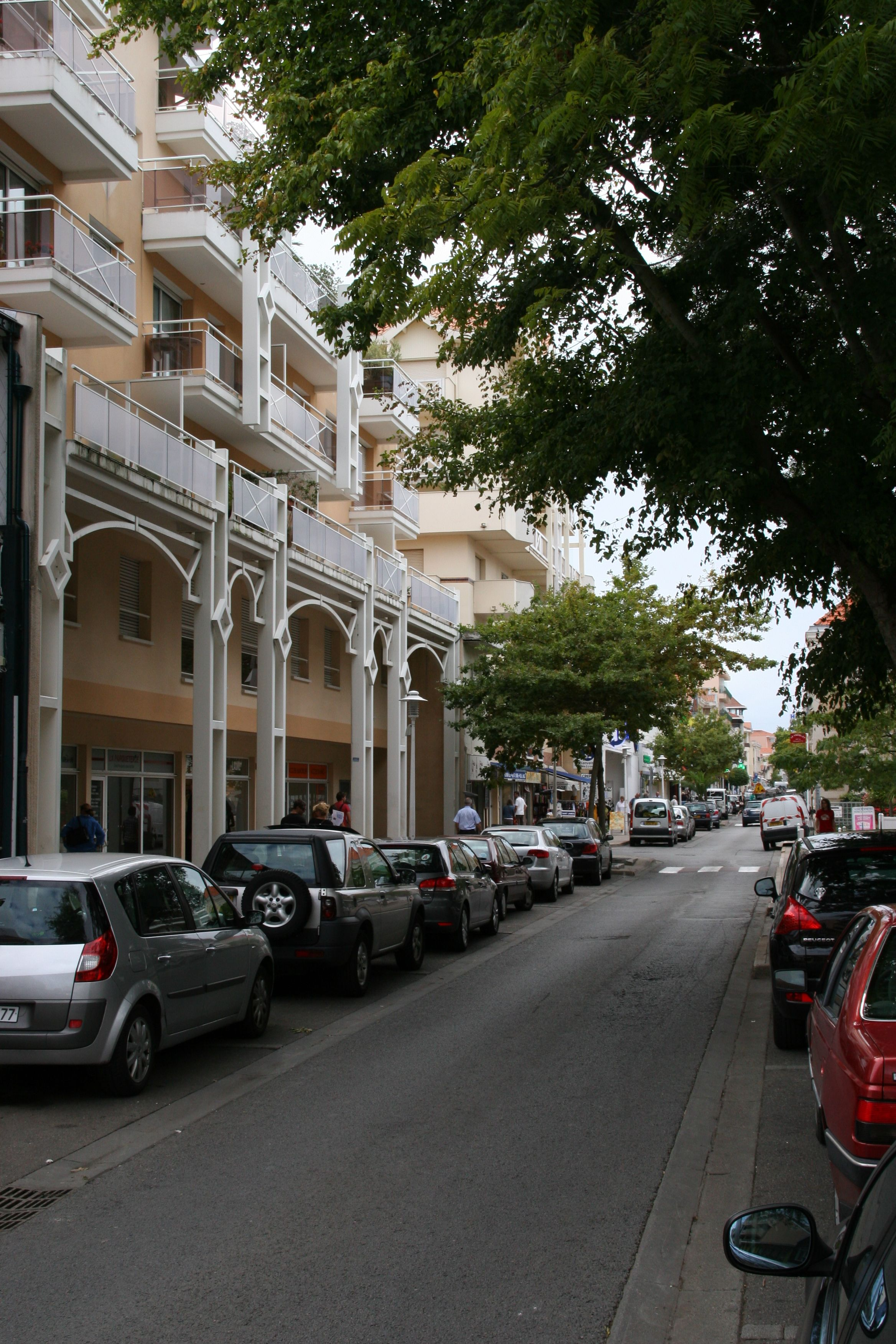
Straße in Arcachon
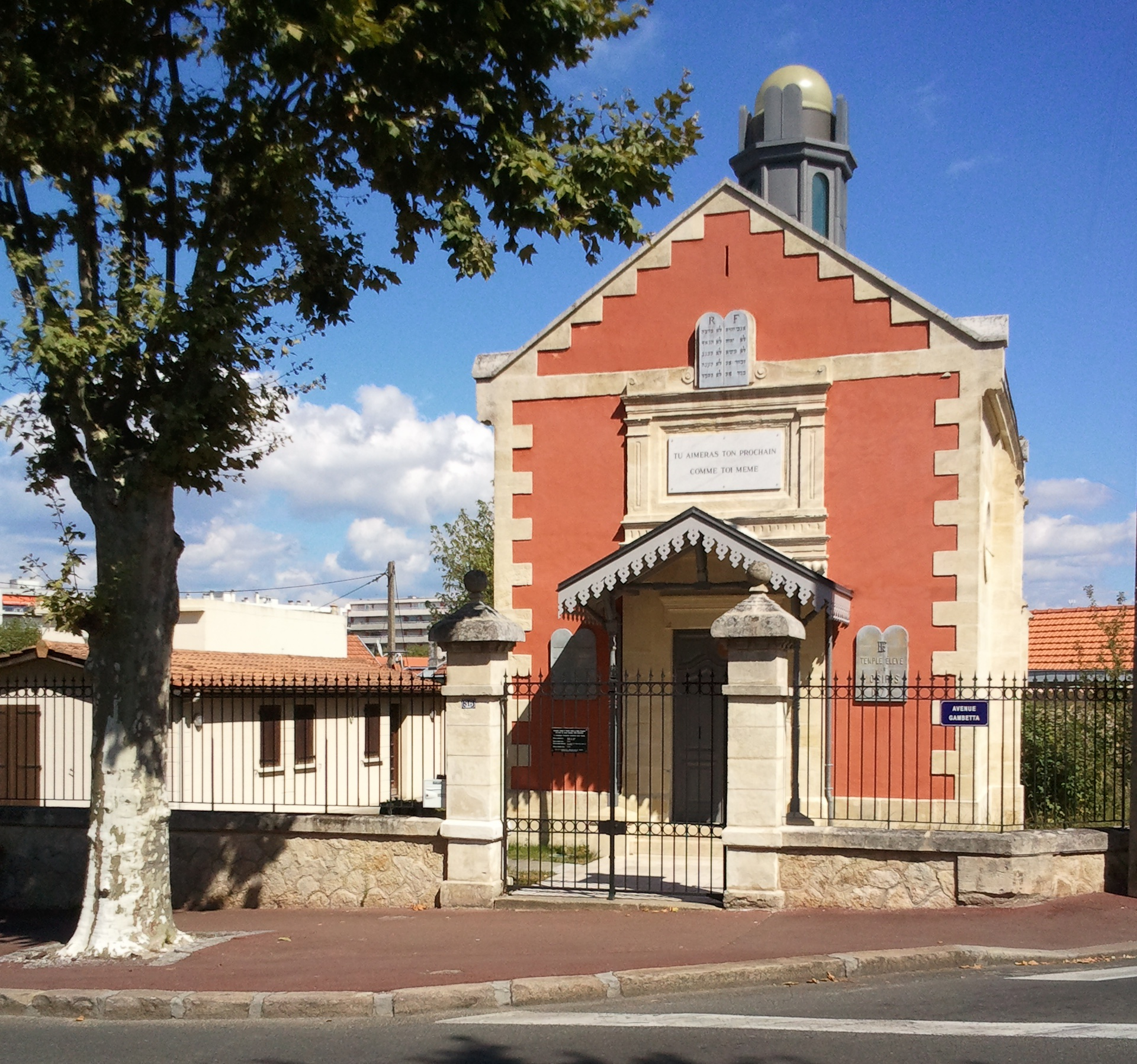
Synagoge
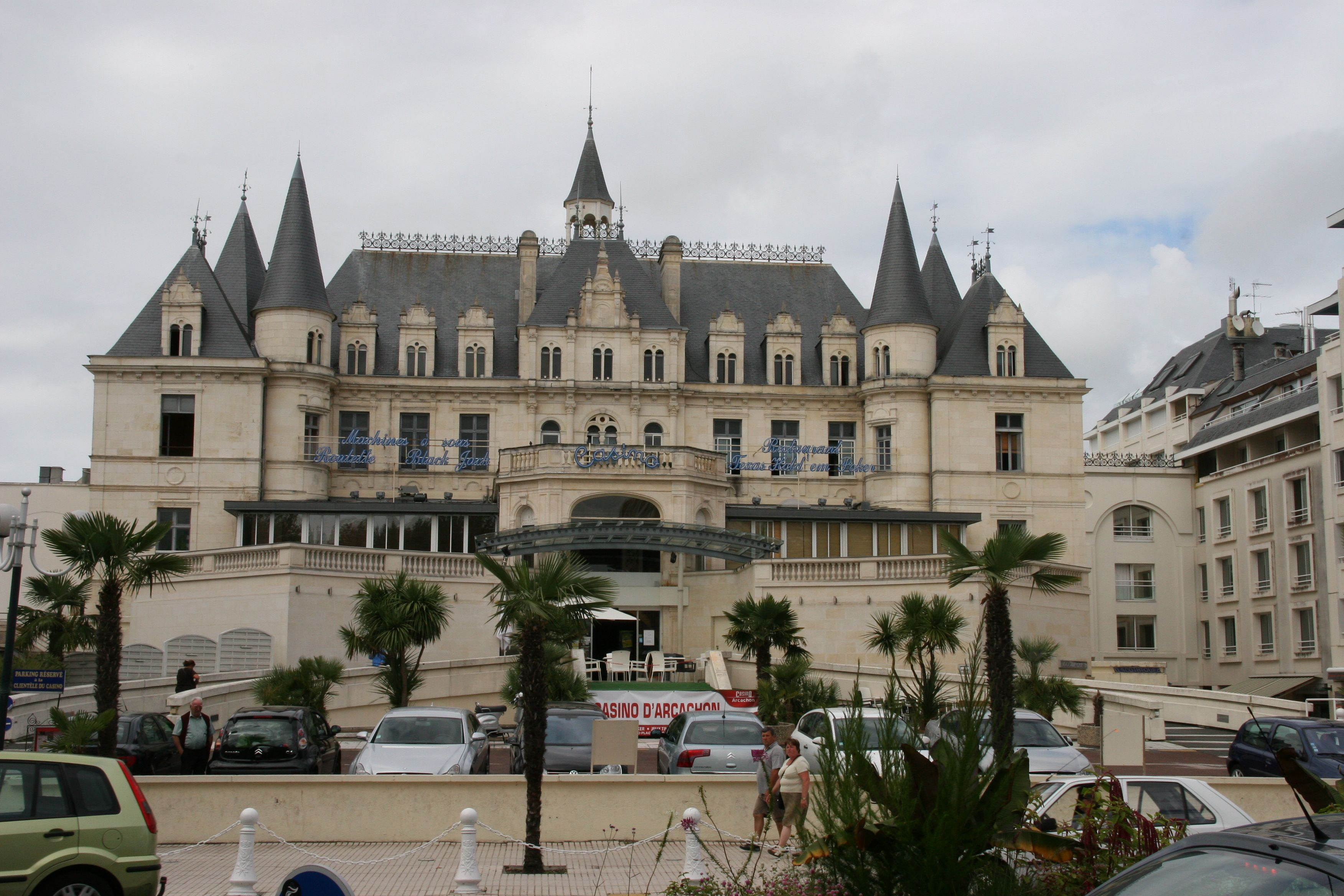
Casino
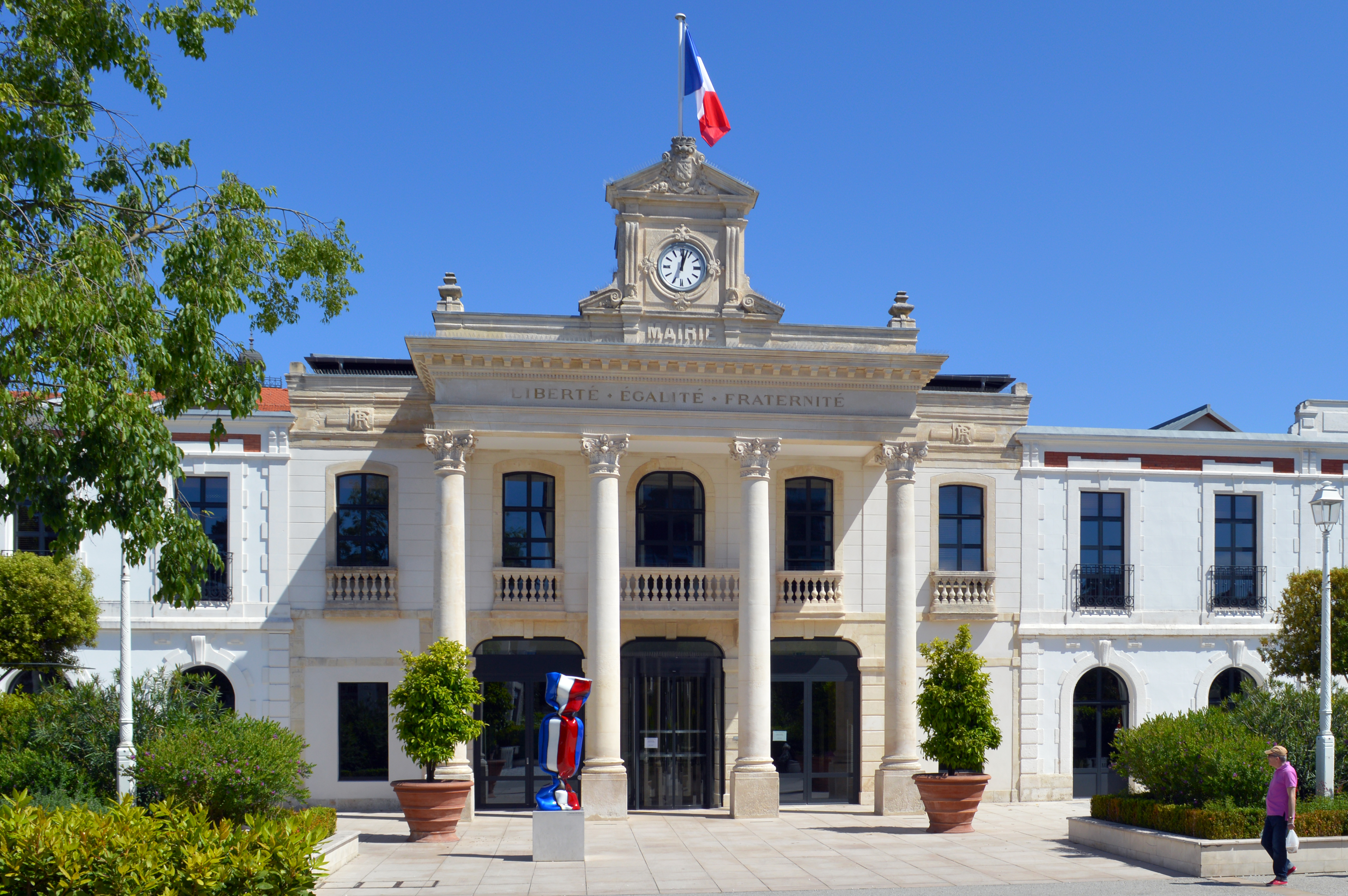
Rathaus
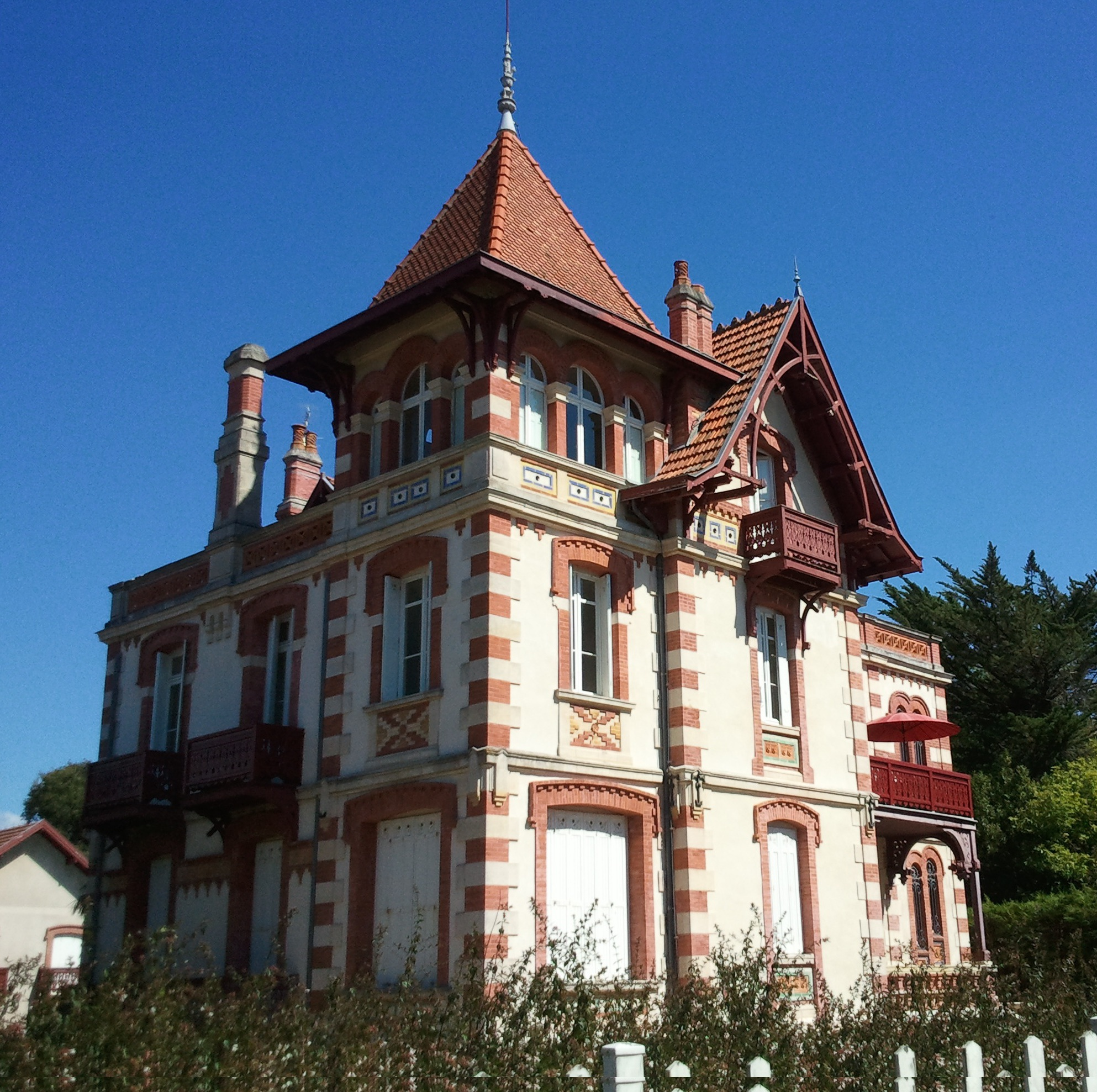
Villa Thérésa

## Städtepartnerschaften
- Goslar, Niedersachsen, seit 1965

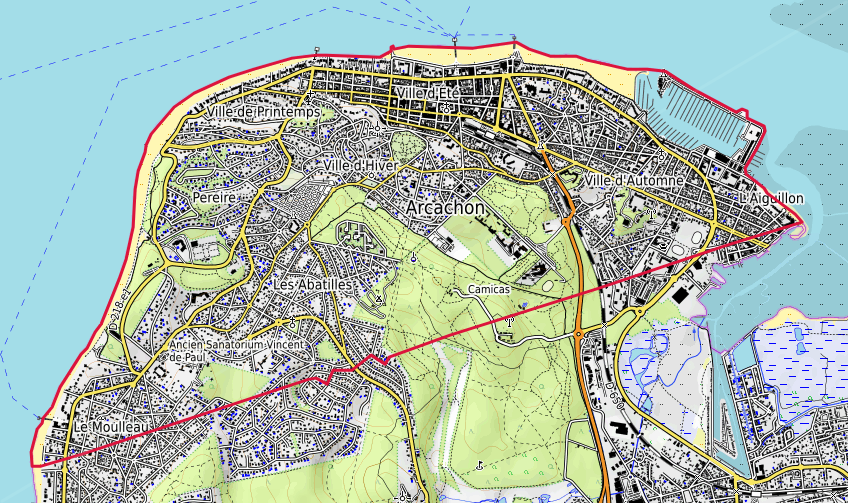
Topographische Karte von Arcachon

- Gardone Riviera (Italien), seit 1968
- Pescara (Italien), seit 1968
- Aveiro, Portugal, seit 1989[7]
- Ciudad Rodrigo (Spanien), seit 1989
- Amherst, Massachusetts, Vereinigte Staaten, seit 1998

## Persönlichkeiten
- William Exshaw (1866–1927), britischer Regattasegler, geboren in Arcachon
- Carlos Salzedo (1885–1961), Harfenist und Komponist, geboren in Arcachon
- Humbert Balsan (1954–2005), Filmproduzent, geboren in Arcachon
- Béatrice Métraux (* 1955), französisch-schweizerische Politikerin, geboren in Arcachon
- Thierry Eliez (* 1964), Jazz-Pianist, Organist, Improvisationskünstler, Komponist und Arrangeur, geboren in Arcachon
- Pascal Touron (* 1973), ehemaliger Leichtgewichts-Ruderer, geboren in Arcachon
- Joan Lezaud (* 1985), ehemaliger Squashspieler, geboren in Arcachon